# Paepalanthus microphyllus
Paepalanthus microphyllus är en gräsväxtart som först beskrevs av Jean Baptiste Antoine Guillemin, och fick sitt nu gällande namn av Carl Sigismund Kunth. Paepalanthus microphyllus ingår i släktet Paepalanthus och familjen Eriocaulaceae. Inga underarter finns listade i Catalogue of Life.